# Gears of War 3
Gears of War 3 est un jeu vidéo de tir à la troisième personne développé par Epic Games et édité par Microsoft Games Studios sur Xbox 360. Prévu initialement pour une sortie le 30 avril 2011, le jeu a été reporté au 20 septembre de la même année pour des raisons marketing.
Ce volet conclut la trilogie amorcée dans le premier Gears of War et poursuivie dans Gears of War 2.

## Histoire
L'action se déroule 18 mois après celle de Gears of War 2 et la perte de Jacinto, le dernier bastion humain. Une partie de la CGU, dont l'escouade Delta a trouvé refuge sur un navire nommé "Le Souverain". Marcus Fénix fait un rêve étrange au sujet de son père. À son réveil, le capitaine de bord demande à Marcus et à son compagnon de guerre Dominic Santiago mais également à Anya Stroud de le rejoindre pour leur signaler la venue du président Prescott, jusqu'alors disparu des terres de Sera. À son arrivée, le président remet à Marcus un enregistrement réalisé par son père Adam Fenix. Mais les ennuis ne tardent pas à arriver et le navire est soudainement attaqué.
De son côté, Augustus "Cole train" Cole, accompagné de Damon Baird, Clayton Carmine et Sam Byrne, retourne dans sa ville natale de Hanovre, à la recherche de vivres, là où jadis, il fut le héros incontesté de TrashBall. Un nouvel ennemi fait son apparition, il s'agit des "Lambents" (déjà aperçus dans Gears of War premier de nom et intégré à l'histoire à la fin du 2e épisode), commun aux humains et aux Locustes.

## Système de jeu
Gears of War 3 dispose d’un mode coopératif permettant jusqu’à 4 joueurs de se lancer dans l’aventure simultanément et introduit Anya, Carmine, Baird, Cole, ... comme personnages jouable. Une vidéo du mode multijoueur a été mise en ligne le 7 octobre. Le jeu inclut aussi de nouvelles armes, cela comprend un fusil à pompe à canon scié et le Rétro-Lanzor doté d’une baïonnette traditionnelle, à la différence de son successeur rencontré dans les précédents volets de la série qui est équipé d’une tronçonneuse.
- Campagne (Standard, arcade, telecharger Raam Shadow)
- Bataille (Loisirs, standard, forces of nature "old school, capture du leader, alier, Boom Snipes", privée)
  - Match à Mort en équipe, Mercenary, Zone de Guerre, Exécution, Leader, Roi de la Coline[pas clair], TDM no dlc, Choix du joueur.
- Horde (Standard, privés) vague 1-50
- Bestial (Matchemaking Standard, privés) vague 1-12

Cartes
- Anvil; Artillerie; Azura; Barre de sable; Caisse; Cale sèche; Chute faucon; Clocher; Conséquences; Crique; Escalade; Hotel; Impasse; Jacinto; L'académie; La taule; Les profondeurs; Marais de balles; Mercy; Passerelle; Poumon noir; Trashball; Tranchées; Vieille ville; Virée sanglante.

## Personnages et Organisations
Cette présentation est tirée des épisodes précédents de cette série et par conséquent pourrait ne pas donner un portrait fidèle des personnages de ce jeu.* Clayton Carmine (doublage en VO par Michael Gough) est le frère ainé de la famille Carmine. Il possède sur son bras un tatouage représentant les casques de ses deux frères cadets tombés au combat (Anthony de Gears of War 1 et Benjamin de Gears of War 2). Clayton est un combattant très expérimenté et bien plus serein au combat que ne l'étaient ses frères, qui étaient à chaque fois novices, généralement débordant de bonne volonté mais relativement naïfs. Il partage néanmoins avec eux l'envie d'honorer son patronyme et s'aidera de son esprit de revanche, et aussi de son physique hors du commun, pour mettre à terre tous les locustes se dressant sur sa route.
Les Lambents forment la nouvelle race de locustes, qui ont muté en raison d'une trop longue exposition à l'imulsion. Les Lambents sont les ennemis à la fois des Hommes et des Locustes.
L'imulsion renforce les Locustes Lambents, ce qui en fait des adversaires redoutables. L'un des monstres les plus dangereux est sans aucun doute la Berserker Lambent...
Armes
Lanzor; Fusil Destructor; Fumigène; Pistolet court; Mortier; Fusil à canon scié; Kaomax; Retro-Lanzor; Rayon de l'aube; Fusil à lunette; Arbalète à tension; Pistolet Gorgone; Grenade incendiaire; Grenade d'encre; Sulfateuse; Calcinator; Pistolet Boltok; Digger; Lance-grenades; One-Shot; Bouclier de Mauler; Fendoir; Canon a sciée d'élite (Campagne "L'ombre de Raam" uniquement); Tourelle.

## Doublage du jeu
- Marcus Fenix :John DiMaggio (VF : José Luccioni)
- Dom (Dominic Santiago): Carlos Ferro (VF : Thierry Mercier )
- Augustus Cole (Cole Train) : Lester Speight (VF : Antoine Tomé)
- Damon Baird : Fred Tatasciore (VF : Patrice Melennec)
- Aaron Griffin : Ice-T (VF : Jean-Paul Pitolin)
- Anya Stroud : Nan McNamara (VF : Susan Sindberg)
- Clayton Carmine/Anthony/ Benjamin : Michael Gough (VF : Alexandre Gillet)
- Samantha "Sam" Byrne :  Claudia Black (VF : Claudine Grémy)
- Niles Samson : (VF : ?)
- Maria Santiago :
- Jayson 'Jace' Stratton : Michael B. Jordan (VF : Gilles Morvan)
- Michael Barrick : Rick Wasserman (VF : Olivier Cordina)
- Adam Fenix : Peter Renaday (VF : Patrice Baudrier)
- Alicia Valera : Laura Bailey (VF : ?)
- Richard Prescott : Dwight Schultz (VF : Daniel Gall)
- Locust Kantus : Robin Atkin Downes (VF : ?)
- Myrrah : Carolyn Seymour (VF : Anne Rochant)
- Theron Guard / Locust Drone : Dee Bradley Baker
- Victor Hoffman : Jamie Alcroft (VF : Gérard Surugue)
- Tai Kaliso : Fred Tatasciore (VF : Patrice Melennec)

## Critiques
Récompenses
- IGN : Best Action and Shooter Game (2011)
- G4 : Best Xbox 360 Game and Shooter (2011)
- Game Informer : Best Cooperative Mode (2011)
- GameSpot: Best Shooter (2011)

## Musiques
- Steve Jablonsky (compositeur de la musique)
- Body Count "The Gears of War"
- Michael Andrews & Gary Jules "Mad World"